# ФК Жил Висенте
Фудбалски клуб Жил Висенте (порт. Gil Vicente Futebol Clube) португалски је фудбалски клуб из Барселоса, основан 1924. године. Добио је име по истоименом португалском драмском писцу.

## Успеси
- Друга лига Португалије: 1998/99, 2010/11.
- Лига куп Португалије: финалиста 2011/12.